# Pavia Høegh
Ingvar Kristian Pavia Høegh (13. ledna 1886, Qaqortoq – 9. března 1956, Qaqortoq) byl grónský tesař, architekt a zemský rada zasedající v druhé, čtvrté a páté jihogrónské zemské radě. Je považován za vůbec prvního grónského architekta.

## Životopis
Pavia Høegh byl synem puškaře Petera Billiama Gerharda Høegha a jeho manželky Amalie Cecilie Thaarupové. Jeho bratry byli kovář John Høegh (1890–1966) a tiskař, redaktor a obchodník Frederik Høegh (1895–1970), kteří byli rovněž členy zemské rady. Dne 15. srpna 1909 se v Qaqortoqu oženil s Merab Kathrine Charlotte Egedeovou (1888–1950), dcerou Adolfa Egedeho a Ane Motzfeldtové. Výtvarnice Aka Høegh je jeho vnučkou.
Pavia Høegh se od roku 1905 učil truhlářem u Josvy Josefsena a v letech 1910 až 1913 navštěvovala technickou školu ve Faaborgu. Následně bylo pod jeho vedením v Grónsku postaveno velké množství budov a je považován za prvního grónského architekta. Byl silně ovlivněn Dány Peterem Antonem Cortsenem a Helge Bojsenem–Møllerem, kteří v Grónsku působili krátce předtím nebo ve stejné době. Mezi jeho díla patří ovčí farma (1920) a rozhlasová stanice (1924), dále části nemocnice (1925/1930), Efterskole (1930), studna (1932), shromažďovací dům (1936) a balírna (1939–1940) v Qaqortoqu, kostel v Narsaqu (1926–1927) a řada dalších domů. Zasloužil se také o výstavbu budov amerického a kanadského konzulátu v Nuuku (1942–1943).
Byl členem obecní rady v Qaqortoqu a v letech 1917 až 1922 a 1927 až 1932 zasedal v Jihogrónské zemské radě. V letech 1936 a 1938 zasedal jako náhradník Axela Laurenta–Christensena.
Zemřel v roce 1956 ve věku 70 let. Během svého života byl vyznamenán Rytířským křížem řádu Dannebrog, byl jmenován Dannebrogsmandem a obdržel vyznamenání Kongelige Belønningsmedalje a Fortjenstmedaljen.